# Katsuhisa Inamori
Katsuhisa Inamori (稲森 克尚 Inamori Katsuhisa?), född 8 mars 1994 i Osaka prefektur, är en japansk fotbollsspelare.
Inamori började sin karriär 2012 i Gamba Osaka. 2014 flyttade han till Gainare Tottori. Han spelade 66 ligamatcher för klubben. Efter Gainare Tottori spelade han för Grulla Morioka.